# Marian Jaworski (polityk)

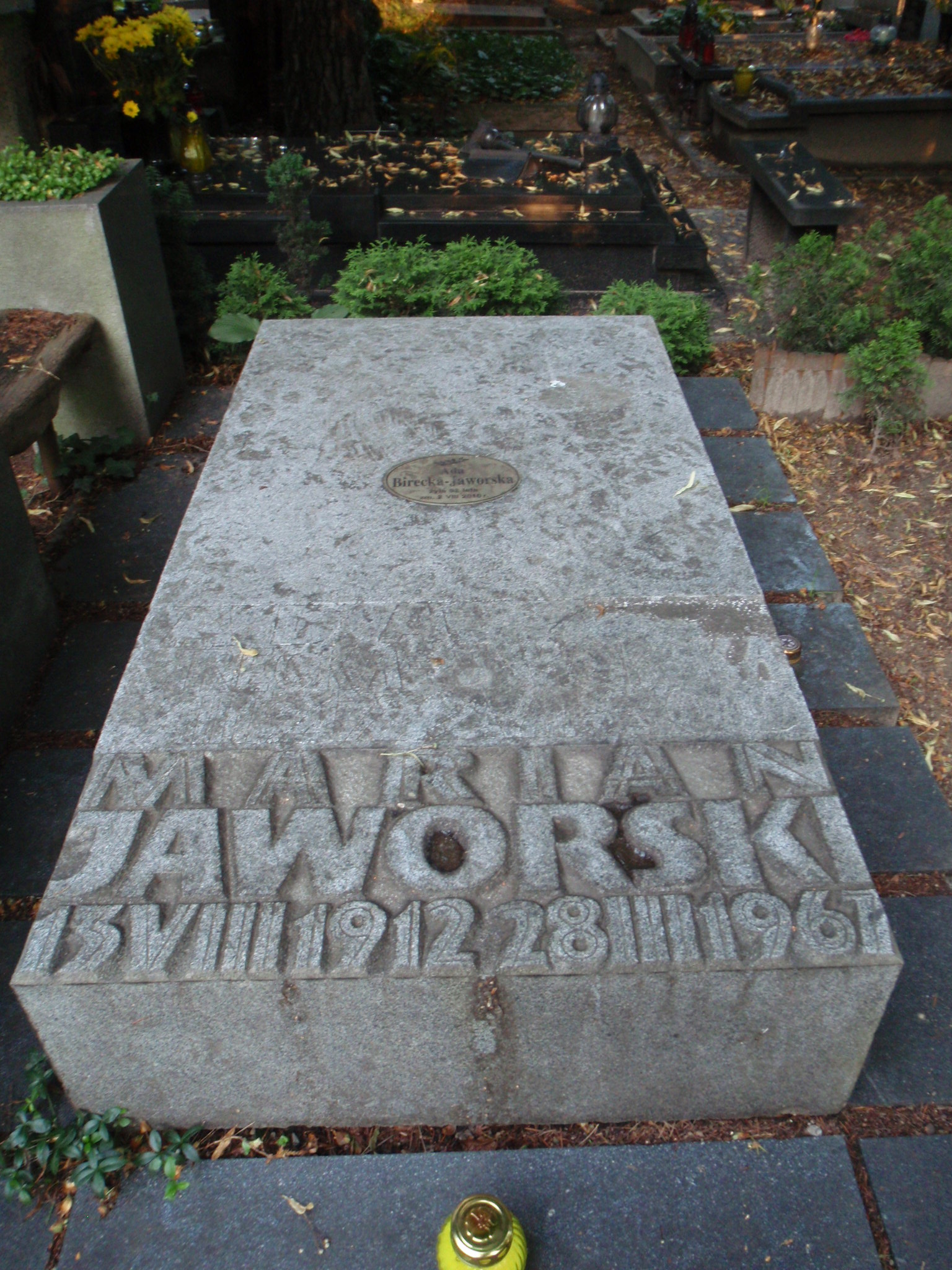
Grób Mariana Jaworskiego na Cmentarzu Wojskowym na Powązkach

Marian Jaworski, ps. „Maurycy” (ur. 13 sierpnia 1912 w Warszawie, zm. 28 marca 1967 tamże) – polski polityk komunistyczny, poseł na Sejm Ustawodawczy oraz na Sejm PRL I, II, III i IV kadencji, w latach 1953–1956 wiceminister rolnictwa.

## Życiorys
Uzyskał wykształcenie średnie, syn Franciszka (chłopa, a później woźnego i listonosza) i Marii. W 1927 ukończył szkołę podstawową i zaczął naukę w szkole handlowej, którą rok później przerwał z powodu trudności materialnych. Pracował jako pomocnik sklepowy. W 1930 skończył wieczorową szkołę handlową i został pomocnikiem księgowego. W 1933 powołany do służby wojskowej w 1 Pułku Piechoty w Wilnie, zwolniony przedterminowo z powodu złego stanu zdrowia. Później był bezrobotny i dorabiał jako korepetytor. W grudniu 1937 otworzył sklep galanteryjny, w 1938 eksternistycznie zdał maturę. We wrześniu 1939 brał udział w obronie Warszawy w Ochotniczych Batalionach Obrony Warszawy. W sierpniu 1940 aresztowany w łapance ulicznej i wysłany do obozu Auschwitz. Zwolniony w październiku 1940. W 1941 nawiązał kontakty z komunistami, od stycznia 1942 należał do Polskiej Partii Robotniczej, z którą w grudniu 1948 przystąpił do Polskiej Zjednoczonej Partii Robotniczej. Od stycznia do września 1946 i od maja 1948 do listopada 1949 był w tych partiach zastępcą kierownika Wydziału Rolnego Komitetu Centralnego. W PZPR od 3 lipca 1958 do 28 marca 1967 był I sekretarzem Warszawskiego Komitetu Wojewódzkiego PZPR. Od marca 1959 do czerwca 1964 był również zastępcą członka, następnie do końca życia (marzec 1967) członkiem Komitetu Centralnego PZPR.
W latach 1942–1943 jego sklep był jednym z lokali partyjnych. Od września 1942 kierował pracą Centralnego Kolportażu, od grudnia 1942 Centralnej Techniki Partyjnej. 25 lutego 1943 ponownie aresztowany, osadzony przy al. Szucha, potem na Pawiaku, w końcu w maju 1944 ponownie wywieziony do Auschwitz, a w styczniu 1944 do Flossenbürga, w maju 1945 wrócił do kraju.
W 1949 został sekretarzem generalnym Związku Samopomocy Chłopskiej, w okresie od 7 lutego 1953 do 15 stycznia 1956 był wiceministrem rolnictwa.
Od 1947 do śmierci był posłem kolejno na Sejm Ustawodawczy oraz na Sejm PRL I, II, III, IV kadencji. Przewodniczący Krajowej Rady Spółdzielczości Produkcyjnej, członek Ogólnopolskiego Komitetu Frontu Jedności Narodu. Przez szereg lat związany był z papiernią w Jeziornie, gdzie był członkiem zakładowej oddziałowej organizacji partyjnej.
Był żonaty z Adą Birecką-Jaworską (1917–2010). Zmarł 28 marca 1967 i został pochowany w Alei Zasłużonych na cmentarzu Wojskowym na Powązkach (kwatera 27-Tuje-18).

## Ordery i odznaczenia
- Order Sztandaru Pracy I klasy
- Krzyż Komandorski Orderu Odrodzenia Polski
- Medal za Warszawę 1939–1945 (17 stycznia 1946)[4]
- Medal 10-lecia Polski Ludowej (21 lipca 1955)[5]
- Odznaka 1000-lecia Państwa Polskiego[6]
- Złota Odznaka „Za zasługi dla województwa warszawskiego”[7]
- Medal pamiątkowy „X wieków Płocka” (1966)[8]

## Upamiętnienie
3 stycznia 1968 Warszawskie Zakłady Papiernicze otrzymały imię Mariana Jaworskiego. Jego imię nosiła także ulica w Konstancinie-Jeziornie w dzielnicy Mirków, 13 grudnia 2017 zarządzeniem wojewody mazowieckiego nazwę zmieniono na ul. Anny Walentynowicz.